# Mistrzostwa Świata Juniorów w Narciarstwie Alpejskim 1994
13. Mistrzostwa świata juniorów w narciarstwie alpejskim odbyły się w dniach 7 marca - 14 marca 1994 r. w amerykańskim Lake Placid w stanie Nowy Jork. Rozegrano po 5 konkurencji dla kobiet i mężczyzn. W klasyfikacji medalowej triumfowała reprezentacja Francji, której zawodnicy zdobyli sześć medali: 5 złotych i 1 brązowy. 

## Wyniki
| Pozycja | Zawodnik               | Narodowość | Czas    |
| ------- | ---------------------- | ---------- | ------- |
|         | Kevin Wert             | Kanada     | 1:38,07 |
|         | Wasilij Biezsmielnicyn | Rosja      | 1:38,61 |
|         | Jason Rosener          | USA        | 1:38,63 |
| 4.      | Andriej Filiczkin      | Rosja      | 1:39,26 |
| 5.      | Eivind Kvaale          | Norwegia   | 1:39,43 |
| 6.      | Alain Britt-Cote       | Kanada     | 1:39,49 |

| Pozycja | Zawodniczka          | Narodowość | Czas    |
| ------- | -------------------- | ---------- | ------- |
|         | Mélanie Suchet       | Francja    | 1:27,50 |
|         | Annemarie Gerg       | Niemcy     | 1:27,72 |
|         | Mélanie Turgeon      | Kanada     | 1:27,75 |
| 4.      | Kristine Kristiansen | Norwegia   | 1:27,82 |
| 5.      | Alessandra Merlin    | Włochy     | 1:27,83 |
| 6.      | Barbara Raggl        | Austria    | 1:28,33 |

| Pozycja | Zawodnik           | Narodowość | Czas    |
| ------- | ------------------ | ---------- | ------- |
|         | Benjamin Melquiond | Francja    | 1:24,40 |
|         | Andriej Filiczkin  | Rosja      | 1:25,15 |
|         | Frédéric Covili    | Francja    | 1:25,39 |
| 4.      | Romain Valla       | Francja    | 1:25,97 |
| 5.      | Forest Carey       | USA        | 1:26,02 |
| 6.      | Christian Pichler  | Austria    | 1:26,03 |

| Pozycja | Zawodniczka       | Narodowość | Czas    |
| ------- | ----------------- | ---------- | ------- |
|         | Hilde Gerg        | Niemcy     | 1:23,29 |
|         | Mélanie Turgeon   | Kanada     | 1:24,12 |
|         | Annemarie Gerg    | Niemcy     | 1:25,18 |
| 4.      | Sibylle Brauner   | Niemcy     | 1:25,52 |
| 5.      | Fujiko Sekino     | Francja    | 1:25,53 |
| 6.      | Alessandra Merlin | Włochy     | 1:25,56 |

| Pozycja | Zawodnik           | Narodowość | Czas    |
| ------- | ------------------ | ---------- | ------- |
|         | Stefan Stankalla   | Niemcy     | 2:27,88 |
|         | Christian Pichler  | Austria    | 2:28,16 |
|         | Hans Petter Buraas | Norwegia   | 2:28,58 |
| 4.      | Romain Valla       | Francja    | 2:28,61 |
| 5.      | Åne Sæter          | Norwegia   | 2:28,79 |
| 6.      | Andreas Ertl       | Niemcy     | 2:28,96 |

| Pozycja | Zawodniczka     | Narodowość | Czas    |
| ------- | --------------- | ---------- | ------- |
|         | Mélanie Turgeon | Kanada     | 2:19,29 |
|         | Karin Roten     | Szwajcaria | 2:20,57 |
|         | Barbara Raggl   | Austria    | 2:20,61 |
| 4.      | Fujiko Sekino   | Francja    | 2:20,68 |
| 5.      | Anna Ottosson   | Szwecja    | 2:23,01 |
| 6.      | Gro Kvinlog     | Norwegia   | 2:23,07 |

| Pozycja | Zawodnik         | Narodowość | Czas    |
| ------- | ---------------- | ---------- | ------- |
|         | Frédéric Covili  | Francja    | 1:43,85 |
|         | Chip Knight      | USA        | 1:45,08 |
|         | Christian Hutter | Austria    | 1:45,25 |
| 4.      | Benjamin Ravanel | Francja    | 1:45,69 |
| 5.      | Martin Hansson   | Szwecja    | 1:45,87 |
| 6.      | Andreas Ertl     | Niemcy     | 1:46,30 |

| Pozycja | Zawodniczka     | Narodowość | Czas    |
| ------- | --------------- | ---------- | ------- |
|         | Laure Pequegnot | Francja    | 1:34,69 |
|         | Barbara Raggl   | Austria    | 1:35,76 |
|         | Mélanie Turgeon | Kanada     | 1:35,91 |
| 4.      | Hilde Gerg      | Niemcy     | 1:36,14 |
| 5.      | Marlies Oester  | Szwajcaria | 1:36,41 |
| 6.      | Sibylle Brauner | Niemcy     | 1:36,66 |

| Pozycja | Zawodnik        | Narodowość | Punkty |
| ------- | --------------- | ---------- | ------ |
|         | Frédéric Covili | Francja    |        |
|         | Andreas Ertl    | Niemcy     |        |
|         | Giorgio Rocca   | Włochy     |        |
| 4.      | Stefan Rocca    | Austria    |        |
| 5.      | Ane Sæter       | Norwegia   |        |
| 6.      | Andy Leroy      | USA        |        |

| Pozycja | Zawodniczka     | Narodowość | Punkty |
| ------- | --------------- | ---------- | ------ |
|         | Mélanie Turgeon | Kanada     |        |
|         | Barbara Raggl   | Austria    |        |
|         | Sibylle Brauner | Niemcy     |        |
| 4.      | Petra Haltmayr  | Niemcy     |        |
| 5.      | Marlies Oester  | Szwajcaria |        |
| 6.      | Stefanie Wendl  | Niemcy     |        |

## Klasyfikacja medalowa
| Miejsce | Państwo           |   |   |   | złoto · srebro · brąz |
| ------- | ----------------- | - | - | - | --------------------- |
| 1.      | Francja           | 5 | 0 | 1 | 6                     |
| 2.      | Kanada            | 3 | 1 | 2 | 5                     |
| 3.      | Niemcy            | 2 | 2 | 2 | 6                     |
| 4.      | Austria           | 0 | 3 | 2 | 5                     |
| 5.      | Rosja             | 0 | 2 | 0 | 2                     |
| 6.      | Stany Zjednoczone | 0 | 1 | 1 | 2                     |
| 7.      | Szwajcaria        | 0 | 1 | 0 | 1                     |
| 8.      | Norwegia          | 0 | 0 | 1 | 1                     |
|         | Włochy            | 0 | 0 | 1 | 1                     |